# Gunārs Lūsis

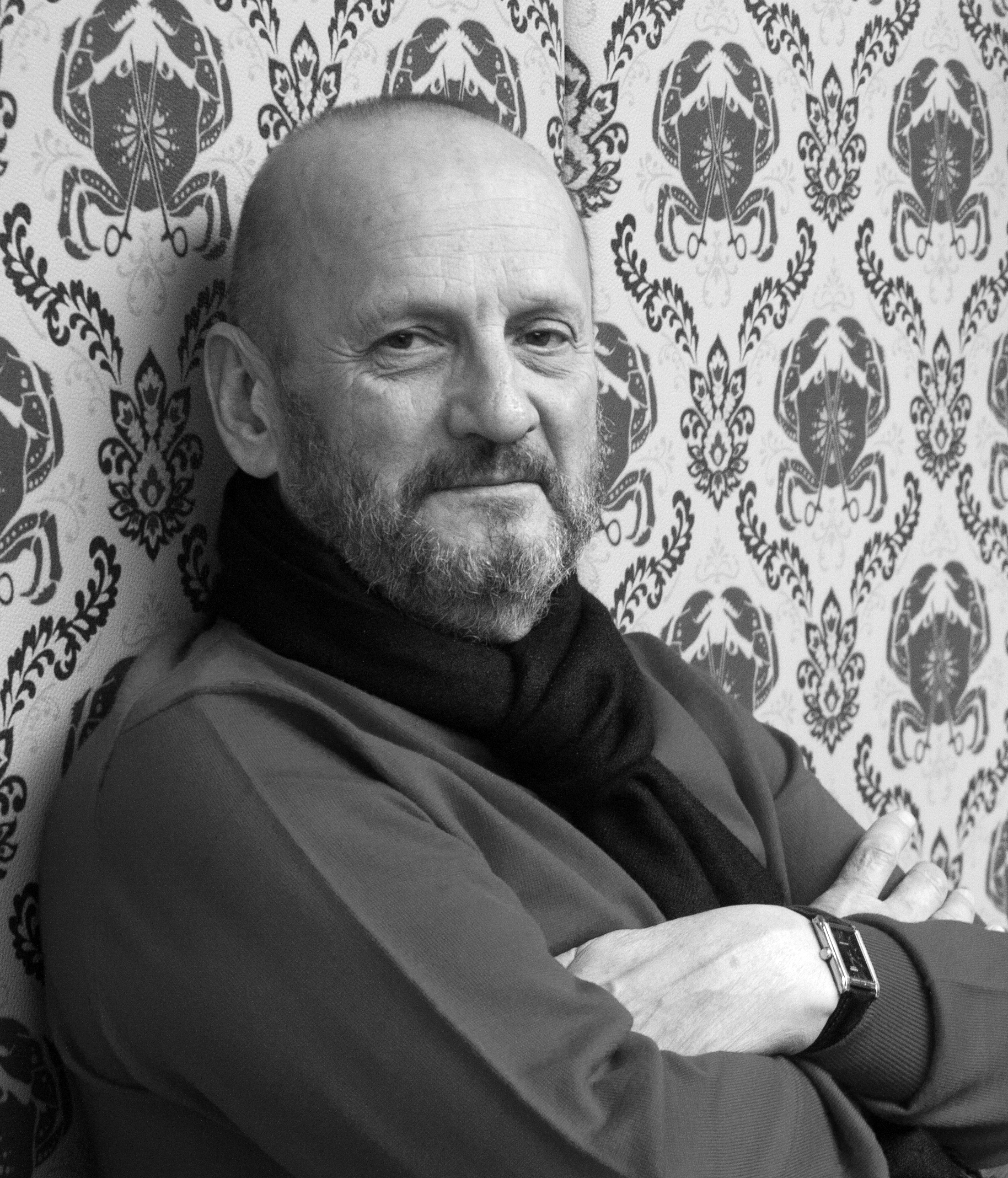
Gunārs Lūsis.

Gunārs Lūsis (* 18. Dezember 1950 in Riga) ist ein Grafikdesigner und Künstler aus Lettland.

## Leben

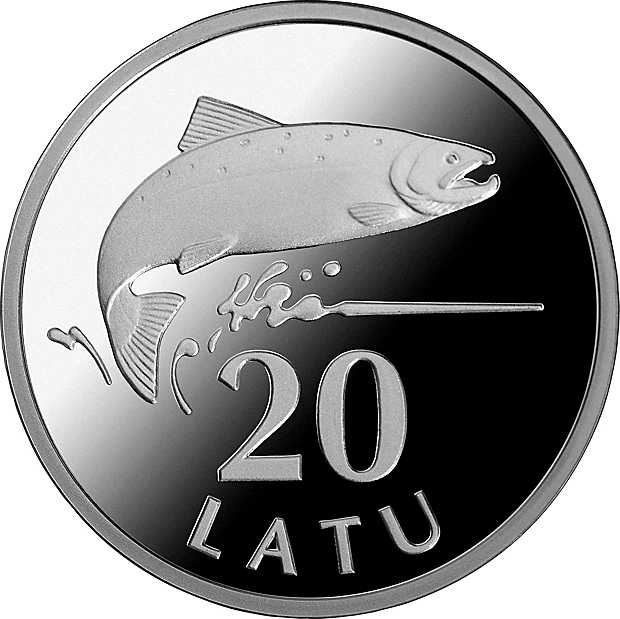
20 Latu-Silbergedenkmünze

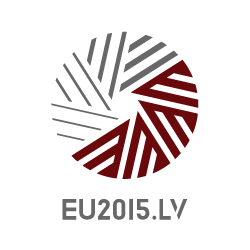
Logo Lettische EU-Ratspräsidentschaft 2015.

Gunārs Lūsis graduierte 1968 an der Janis Rozentāls  Art High School und 1974 an der Kunstakademie Lettlands (Fakultät für Design).
Seit 1976 ist er Mitglied der Künstlerunion von Lettland (Artists Union of Latvia).

## Tätigkeit
1974 Lehrtätigkeit an der Janis Rozentāls  Art High School, 1974 bis 1977 künstlerische Tätigkeit beim Riga Improvement Industrial Complex, 1978 künstlerischer Herausgeber beim „Padomju Latvijas Sieviete magazine“, 1990 Lektor an der Kunstakademie Lettlands (Fakultät für Design/Grapik Design, Polygraphie und Fotokomposition). Kurze Tätigkeit bei „Literatūra un Māksla“ newspaper. Seit 1978 freiberuflich als Künstler tätig.

## Künstlerische Schwerpunkte und Werk
Gunārs Lūsis arbeitet in einem breiten Spektrum des Grapik Design wie z. B. Gestaltung von Plakaten, Buch-Grafik und -Design, Marken, Werbung, Messedisplays, Wandmalereien etc.
Er entwarf zusammen mit Jānis Strupulis eine Reihe der lettischen Münze Lats (1992), die 2 Lats Bimetall-Münze (1999) und eine Variante des 1 Lats (1999, 2001) und viele weitere. Im Jahr 2013 entwarf er zusammen mit Jānis Strupulis die 20 Lats Silbermünze mit dem Thema Silver Salmon. Aufgrund seiner Bemühungen wird er auch als „Vater des lettischen Lat“ bezeichnet, weil er nach der lettischen Unabhängigkeit 1991, das Konzept und Design der lettischen Hartwährung maßgeblich mitgestaltet und beeinflusst hat.
Für die Lettische EU-Ratspräsidentschaft 2015 entwarf er das Logo.
Gunārs Lūsis hat viele weitere bekannte Logos entworfen, z. B. dass der Cultural Capital Foundation, der Opera Foundation, des Latvian Institute, „Rīga 800“, Arsenāls Cinema Forum, Hotel Bergs, SALMO fishing store, LIDO restaurants, forum Lugano, Latvian Institute, Riga Graduate School of Law, Riga Stradinš University, Soros Fund Latvia etc. Im Gesamten etwa siebzig Logos.

## Ausstellungen und Auszeichnungen
Seit 1967 Ausstellungen in Lettland und verschiedenen Ländern Europas und Colorado (USA).
1990 erhielt er den „Grand Prix“ der Poster Biennale Vilnius, Auszeichnungen des Kulturministeriums von Lettland, gewann über mehrere Jahre Preise bei „Baltic and Latvian Book Grapics Competition“, 1996 nominiert für das beste Buch-Grapik-Design (Nauda Latvijā).